# Anna Asp
Anna Asp (Söderhamn, 16 de maio de 1946) é uma diretora de arte sueca. Venceu o Oscar de melhor direção de arte na edição de 1984 por Fanny and Alexander, ao lado de Susanne Lingheim.